# أليكساندر سالوجين
أليكساندر سالوجين (بالروسية: Салугин, Александр Сергеевич)‏ (23 أكتوبر 1988 بموسكو في روسيا - ) هو لاعب كرة قدم روسي في مركز الهجوم. شارك مع منتخب روسيا تحت 21 سنة لكرة القدم. أما مع النوادي، فقد لعب مع أمكار بيرم وتوربيدو موسكو ونادي روستوف ونادي سيسكا موسكو ونادي فولغا نيجني نوفغورود ونادي كريليا سوفيتوف سامارا وFC Nizhny Novgorod (2007) ‏ وFC Tekstilshchik Ivanovo ‏.

## وصلات خارجية
- أليكساندر سالوجين على موقع قاعدة بيانات كرة القدم.إي يو (الإنجليزية)
- أليكساندر سالوجين على موقع Soccerway.com (الإنجليزية)
- أليكساندر سالوجين على موقع عالم كرة القدم.نت (الإنجليزية)